# Nati nel 1972/Senza giorno specificato
| Questa pagina contiene informazioni ricavate automaticamente dalle voci biografiche con l'ausilio del template Bio e di un bot. L'aggiornamento è periodico e automatico e ricostruisce completamente la pagina. Se manca una persona in questa lista, sei pregato di non aggiungerla, ma accertati piuttosto che la sua voce biografica contenga il template Bio e che i dati anagrafici siano correttamente compilati. Se il template Bio manca, inseriscilo tu stesso o, in alternativa, metti l'avviso {{tmp\|Bio}} che ne segnala la mancanza. Se i dati riportati sono sbagliati, correggi direttamente la voce biografica; le modifiche saranno visibili in questa lista entro pochi giorni. Per chiarimenti vedi il progetto biografie. La lista contiene solo le 205 persone che sono citate nell'enciclopedia e per le quali è stato implementato correttamente il template Bio. Pagina aggiornata al 18 ago 2025. |

- Jean Claude Ades, disc jockey e produttore discografico italiano
- Shimon Adaf, scrittore israeliano
- Mohammad-Reza Ali-Zamani, attivista iraniano († 2010)
- Lara Almarcegui, artista spagnola
- Alessandra Ammara, pianista italiana
- Benedict Andrews, regista australiano
- Yann Apperry, scrittore francese
- Nima Arkani-Hamed, fisico statunitense
- Davide Barletti, regista, sceneggiatore e direttore della fotografia italiano
- Guillaume Barreau-Decherf, giornalista, conduttore radiofonico e critico musicale francese († 2015)
- Amy Bauernschmidt, militare statunitense
- Kirk Baxter, montatore australiano
- Stuart Beattie, sceneggiatore e regista australiano
- Sara Bennett, effettista britannica
- Stephen Beresford, attore e sceneggiatore britannico
- Gina Bianchini, informatica e imprenditrice statunitense
- Joseph Biwott, ex maratoneta keniota
- Stéphane Blot, pilota motociclistico francese
- Khan Bonfils, attore britannico († 2015)
- Andrea Borghesi, sindacalista italiano
- Sandro Bovo, pattinatore italiano
- Gerlinde Brandstätter, ex sciatrice alpina austriaca
- Candice Breitz, artista sudafricana
- Andrea Büttner, artista tedesca
- Luca Canfora, costumista italiano († 2023)
- Lorena Canottiere, vignettista e fumettista italiana
- Riccardo Capeccia, militare italiano
- Patrick Carlsson, batterista svedese
- Warren Carlyle, coreografo e regista teatrale britannico
- John Carney, regista e sceneggiatore irlandese
- Jesús Carrasco, scrittore spagnolo
- Amy Cuddy, psicologa, scrittrice e docente statunitense
- Hassen Chalghoumi, religioso tunisino
- Erwan Chartier, giornalista, scrittore e storico francese
- Adam Cohen, cantante, musicista e polistrumentista canadese
- Delphine e Muriel Coulin, scrittrice, regista e sceneggiatrice francese
- Arthur Crane, archeologo e scrittore statunitense
- Michele Crisostomo, avvocato italiano
- Tibor Csörgei, astronomo slovacco
- Kinga Czuczor, modella ungherese
- Quique Dacosta, cuoco spagnolo
- Roderick Duchâtelet, imprenditore belga
- Thomas Dworzak, fotografo tedesco
- Juan Díaz Canales, fumettista e sceneggiatore spagnolo
- Josefin Edvinsson, ex sciatrice alpina svedese
- Rehab El Sadek, artista egiziana
- Maurizio Ercole, grafico, fumettista e illustratore italiano
- Pelin Esmer, regista e sceneggiatrice turca
- Diana Evans, scrittrice e giornalista britannica
- Simone Facchinetti, storico dell'arte e critico d'arte italiano
- Elyes Fakhfakh, politico tunisino
- Raed Fares, attivista e giornalista siriano († 2018)
- Fink, musicista e disc jockey britannico
- Sergio Foglia, astronomo italiano
- Esther Fuchs, biblista israeliana
- Aitor Gabilondo, sceneggiatore spagnolo
- Irina Gajdamačuk, serial killer russa
- Giacomo Galeazzi, giornalista e saggista italiano
- Lisa Gardner, scrittrice di fantascienza statunitense
- Firouz Gaïni, antropologo faroese
- Maki Gherzi, regista italiano
- Miguel Gomes, regista e critico cinematografico portoghese
- Stephen Graham Jones, scrittore statunitense
- Francesco Groggia, traduttore, saggista e drammaturgo italiano
- Thomas Gsodam, ex sciatore alpino austriaco
- Christl Hager, ex sciatrice alpina statunitense
- Sarah Vaughan, scrittrice e giornalista britannica
- Pål Hansen, ex saltatore con gli sci norvegese
- Nick Harkaway, scrittore britannico
- Yves Heck, attore belga
- Ingrid Helander, ex sciatrice alpina svedese
- Matthew Herbert, musicista, disc jockey e produttore discografico britannico
- Suzana Herculano-Houzel, neuroscienziata brasiliana
- Leo Hickman, giornalista britannico
- Declan Hill, giornalista canadese
- Thomas Houseago, scultore britannico
- Huang Weikai, regista e fotografo cinese
- Hui He, soprano cinese
- Ibrahim Ibrahimi, musicista e pedagogista afghano
- Miguel de Icaza, informatico messicano
- Saša Ilić, scrittore serbo
- Olivera Injac, politica montenegrina
- Emanuel Isaxon, ex sciatore alpino svedese
- Rabee Jaber, scrittore libanese
- Rowan Joffé, sceneggiatore, produttore cinematografico e regista britannico
- Jeri Lynne Johnson, direttrice d'orchestra, compositrice e pianista statunitense
- Andrew R. Jones, effettista statunitense
- Tobias Jones, giornalista e scrittore britannico
- Aarati Kanekar, architetto indiana
- Asif Kapadia, regista inglese
- Thomas Karlsson, esoterista svedese
- Nicole Kassell, regista statunitense
- Rasha Kelej, politica egiziana
- Janet Kidder, attrice canadese
- Josh Kopelman, imprenditore e filantropo statunitense
- Pasi Koskinen, cantante finlandese
- Brian Krebs, giornalista statunitense
- Uladzimir Kucharaŭ, politico bielorusso
- Lothar Kurtze, astronomo tedesco
- Pasi Kytösaho, ex saltatore con gli sci finlandese
- Cindy Landry, ex pattinatrice artistica su ghiaccio canadese
- Eric M. Lang, autore di giochi canadese
- Antoine Laurain, scrittore francese
- Antonio Lavieri, linguista italiano
- Megan Lawrence, attrice e cantante statunitense
- Jae Lee, fumettista statunitense
- Janice Y. K. Lee, scrittrice statunitense
- Jussi Lehtisalo, musicista finlandese
- Christina Lekka, modella greca
- Atticus Lish, scrittore statunitense
- Vito Lomele, imprenditore e ingegnere italiano
- Vittorio Longhi, giornalista e scrittore italiano
- James Longley, regista e produttore cinematografico statunitense
- Daniele Luppi, musicista, compositore e arrangiatore italiano
- Lyrics Born, rapper giapponese
- Maha Maamoun, artista statunitense
- Kevin MacNeil, scrittore e poeta scozzese
- Mukhtar Mai, attivista pakistana
- Deborah Mailman, attrice australiana
- Anna Malova, modella russa
- Amina Mansour, artista statunitense
- Chiara Marchelli, scrittrice e traduttrice italiana
- Sara Marconi, scrittrice italiana
- Davide Marengo, regista e sceneggiatore italiano
- Maupal, pittore e writer italiano
- Katerina Michalopoulou, modella greca
- Francesco Micheli, regista teatrale e autore televisivo italiano
- Benoît Minisini, informatico francese
- Shiraz Minwalla, fisico indiano
- Silvia Monga, regista e sceneggiatrice italiana
- Alexandre Moors, regista e sceneggiatore francese
- Antonio Morabito, regista, sceneggiatore e montatore italiano
- Chiara Moscardelli, scrittrice italiana
- Eric Motley, funzionario statunitense
- Fredi Beleri, attivista e politico albanese
- Otis Murphy, sassofonista statunitense
- Akram Musallam, scrittore e giornalista palestinese
- Jason Nevins, disc jockey e produttore discografico statunitense
- Ulrika Nordberg, ex sciatrice alpina svedese
- Cathy O'Neil, matematica e scrittrice statunitense
- Nic Offer, cantante e musicista statunitense
- Senam Okudzeto, artista statunitense
- Claudia Pasquero, oceanografa e climatologa italiana
- Joseph Patel, produttore cinematografico, regista e giornalista statunitense
- Raj Patel, economista e giornalista britannico
- Matteo Pelliti, scrittore, poeta e saggista italiano
- Sarah Pinborough, scrittrice britannica
- Carmine Pinto, storico e scrittore italiano
- Rebecca Pitcher, cantante e attrice statunitense
- Nita Prose, scrittrice canadese
- Pyun Hye-young, scrittrice sudcoreana
- Fadumo Dayib, politica somala
- Pilar Quintana, scrittrice colombiana
- Alejandro Quiroga Fernández de Soto, politologo e storico spagnolo
- Toyin Raji, modella e attrice nigeriana
- Devyani Rana, nobile nepalese
- Markus Reuter, chitarrista, compositore e produttore discografico tedesco
- Régis Roinsard, regista e sceneggiatore francese
- António Rosário, ex calciatore angolano
- Jaroslav Rudiš, scrittore, drammaturgo e sceneggiatore ceco
- Javad Sadatinejad, politico iraniano
- L'Malouma Said, attivista mauritana
- Can Sarvan, giornalista e regista turca
- Arianna Savall, musicista e cantante spagnola
- Patrizia Scannaliato, ex cestista italiana
- Nello Scavo, giornalista italiano
- Karin Schaupp, chitarrista tedesca
- Massimo Schiavon, direttore della fotografia italiano
- Ragna Schirmer, pianista tedesca
- Oliver Schmidt, giornalista tedesco
- Helen Schwenken, sociologa tedesca
- Cristina Scolari, ex mezzofondista e fondista di corsa in montagna italiana
- Jeremy Secomb, attore e cantante australiano
- Ivan Sen, regista, sceneggiatore e direttore della fotografia australiano
- Emile Sherman, produttore cinematografico e produttore televisivo australiano
- Chiharu Shiota, artista giapponese
- Keiichi Sigsawa, scrittore giapponese
- Josh Singer, sceneggiatore, produttore cinematografico e produttore televisivo statunitense
- Dalia Sofer, scrittrice iraniana
- Aivaras Stepukonis, cantante lituano
- Taylor Stevens, scrittrice statunitense
- Sun Yuan e Peng Yu, artista cinese
- Lord Ahriman, chitarrista svedese
- Robert Tewsley, ex ballerino britannico
- Emma Tillinger Koskoff, produttrice cinematografica statunitense
- Hannah Tinti, scrittrice statunitense
- Gökhan Tiryaki, direttore della fotografia turco
- David E. Trilling, astronomo statunitense
- Dmitrij Aleksandrovič Trofimov, pittore e restauratore russo
- Tan Twan Eng, scrittore malese
- Simon Kurt Unsworth, scrittore britannico
- Kathy Vivas, astrofisica venezuelana
- Carles Viñas, storico, scrittore e cantante spagnolo
- Abu Ahmad al-'Alwani, guerrigliero iracheno († 2014)
- Jane Weaver, cantautrice e musicista britannica
- Daniela Weitgasser, ex sciatrice alpina austriaca
- Jake West, regista, montatore e sceneggiatore britannico
- Sarah Wildor, ballerina e attrice britannica
- Tarn Willers, tecnico del suono britannico
- Kerry Williams, doppiatrice statunitense
- Annarita Zambrano, regista italiana
- Paolo Zucca, regista cinematografico e sceneggiatore italiano
- Pascal de Lima, economista francese
- Marente de Moor, scrittrice e giornalista olandese
- Çiler İlhan, scrittrice turca